# Remember Me (песня Дайаны Росс)
«Remember Me» (с англ. — «Вспоминай меня») — песня, записанная американской певицей Дайаной Росс для её третьего студийного альбома Surrender. Авторами и продюсерами стали Эшфорд и Симпсон. Песня стала лид-синглом с альбома и вышла 8 декабря 1970 года, попав в топ-10 чартов Великобритании и Канады. В США песня стала уже третьим топ-20 синглом за год в Billboard Hot 100.

## Отзывы критиков
В журнале Cash Box написали: «Эффектное возвращение к своему прежнему стилю зажигает Дайану Росс в новом альбоме. Она больше не тихоня-солистка, а яркая, энергичная исполнительница, которая должна осветить путь к выходу ее самого большого сольного сингла на сегодняшний день».

## Список композиций
| №  | Название      | Длительность |
| -- | ------------- | ------------ |
| 1. | «Remember Me» | 3:09         |

| №  | Название        | Длительность |
| -- | --------------- | ------------ |
| 1. | «How About You» | 2:40         |

## Позиции в хит-парадах
| Хит-парад (1971)                      | Высшая позиция |
| ------------------------------------- | -------------- |
| Канада (RPM Adult Contemporary)       | 9              |
| Великобритания (UK Singles Chart)     | 7              |
| США (Billboard Hot 100)               | 16             |
| США (Billboard Adult Contemporary)    | 20             |
| США (Billboard Hot R&B/Hip-Hop Songs) | 10             |